# Clunio
Clunio (лат.) — вид комаров-звонцов из подсемейства Orthocladiinae.

## Описание
Жгутик усиков 6—9-члениковый. Первый и второй членики (скапус и педицел) усиков удлиненные. Щупики состоят из двух члеников. Глаза округлые густо покрыты волосками. Крылья самцов без микротрихий умеренно или грубо пунктированы, длиной до 2,5 мм. Костальная жилка R2+3 отсутствует. Кубитальная жилка сильно изогнута. Анальная крыла лопасть широкая. Бёдра всех пар ног с одной шпорой. Пульвиллы (парные присоски) на лапках отсутствуют. Эмподий (непарная присоска) длинный и разветвленный. Гипопигий крупный, его длина составляет половину длины брюшка. Он обычно вывернут на 180°. Самки бескрылые, почти червеобразные.
Длина личинки до 6 мм. Усики 5-члениковые. Лаутерборновы органы слабо развиты. Передние параподы (ложные ножки) в основании частично срастаются, задние параподы не срастаются. Процерк отсутствует.

## Экология
Личинки живут на скальном субстрате в приливно-отливной зоне морей

## Классификация
В мировой фауне насчитывается 25 или 28 видов.
- Clunio adriaticus Schiner, 1856
- Clunio africanus Hesse, 1937
- Clunio aquilonius Tokunaga, 1938
- Clunio balticus Heimbach, 1978
- Clunio boudouresquei Moubayed-Breil, 2019[5]
- Clunio brasiliensis Oliveira, 1950
- Clunio brevis Stone & Wirth, 1947
- Clunio californiensis Hashimoto, 1974
- Clunio chilensis Paggi, 1985
- Clunio fuscipennis Wirth, 1952
- Clunio gerlachi  Sæther, 2004
- Clunio jonesi Sæther & Andersen, 2011
- Clunio littoralis Stone & Wirth, 1947
- Clunio marinus Haliday, 1855
- Clunio marshalli Stone & Wirth, 1947
- Clunio martini Hashimoto, 1973
- Clunio minor Tokunaga, 1933
- Clunio pacificus Edwards, 1926
- Clunio ponticus Michailova, 1980
- Clunio purpureus Hashimoto, 1962
- Clunio schmitti Stone & Wirth, 1947
- Clunio setoensis Tokunaga, 1933
- Clunio takahashii Tokunaga, 1938
- Clunio tsushimensis Tokunaga, 1933
- Clunio tuthilli Tokunaga, 1964
- Clunio vagans Stone & Wirth, 1947
- Clunio vagansmensis Stone & Wirth
- Clunio virginianus Paggi, 1985

## Распространение
Представители рода встречаются пости всесветно, отсутствуют в Антарктике.